# Nelson Chamisa
Nelson Chamisa (Masvingo, 2 febbraio 1978) è un politico zimbabwese.
Chamisa è stato il più giovane ministro di gabinetto del governo di unità nazionale dello Zimbabwe nel 2009.
Si è distinto per la sua lotta in favore della democrazia e dei diritti umani, seguendo il cammino del suo predecessore Morgan Tsvangirai.

## Biografia
Nelson Chamisa ha studiato all'Università dello Zimbabwe, dove ha conseguito un master in relazioni internazionali e diplomazia, ed in seguito una laurea in scienze politiche; ha studiato anche all'Università di Stanford in California, dove ha ottenuto una laurea sulla governance, durante i suoi studi era segretario generale dell'Unione nazionale degli Studenti dello Zimbabwe.
È un avvocato qualificato e lavora per uno studio legale di Harare dal novembre 2014; nel 2016, ha conseguito la laurea in teologia pentecostale presso il Living Waters Theological Seminary di Harare, un seminario affiliato alla Missione apostolica in Zimbabwe.
Dal suo ingresso in politica ha sempre fatto parte dell'opposizione che si contrappone al partito egemone ZANU-PF, nel 2005 si iscrisse al Movimento per il Cambiamento Democratico dove ha ricoperto molti incarichi importanti nel corso degli anni: è stato presidente dell'Assemblea giovanile dell'MCD, è stato eletto portavoce dell'MCD Alliance al congresso del partito nel giugno 2006, e nell'aprile 2011, durante il congresso del partito a Bulawayo, è stato eletto segretario organizzativo del partito. 
Nel 2003 è stato eletto all'Assemblea Nazionale, la camera bassa del Parlamento dello Zimbabwe, divenendo, a 25 anni, il parlamentare più giovane.
In Parlamento è stato presidente delle Commissioni di portafoglio Difesa e Interni, Conti pubblici, Genere e Giovani, Trasporti e Comunicazioni.
Il 10 febbraio 2009, in seguito all'accordo di condivisione dei poteri tra i due maggiori partiti, Morgan Tsvangirai designò Chamisa ministro dell'Informazione, della Comunicazione e della Tecnologia come parte del Governo di unità nazionale.
Chamisa è stato ministro del gabinetto dal febbraio 2009 al luglio 2013, fino alla fine del governo. 
È stato anche segretario generale del MCD, carica che perse al Congresso del partito del 2014 a favore di Douglas Mwonzora. Il 16 luglio 2016 Chamisa è stato nominato co-vicepresidente dell'MCD da Tsvangirai.
Quando il leader del partito Morgan Tsvangirai iniziò a combattere contro il cancro al colon, iniziarono a scoppiare lotte di potere nel partito, principalmente tra i tre vicepresidenti: Chamisa, Elias Mudzuri e Thokozani Khupe. 
Il 14 febbraio 2018, Tsvangirai morì di cancro al colon in ospedale e il giorno successivo, il Consiglio Nazionale del partito nominò Chamisa presidente ad interim per un periodo di 12 mesi, eliminando di fatto Mudzuri e Khupe. Come nuovo presidente dell'MCD assunse anche il ruolo di leader dell'MDC Alliance.

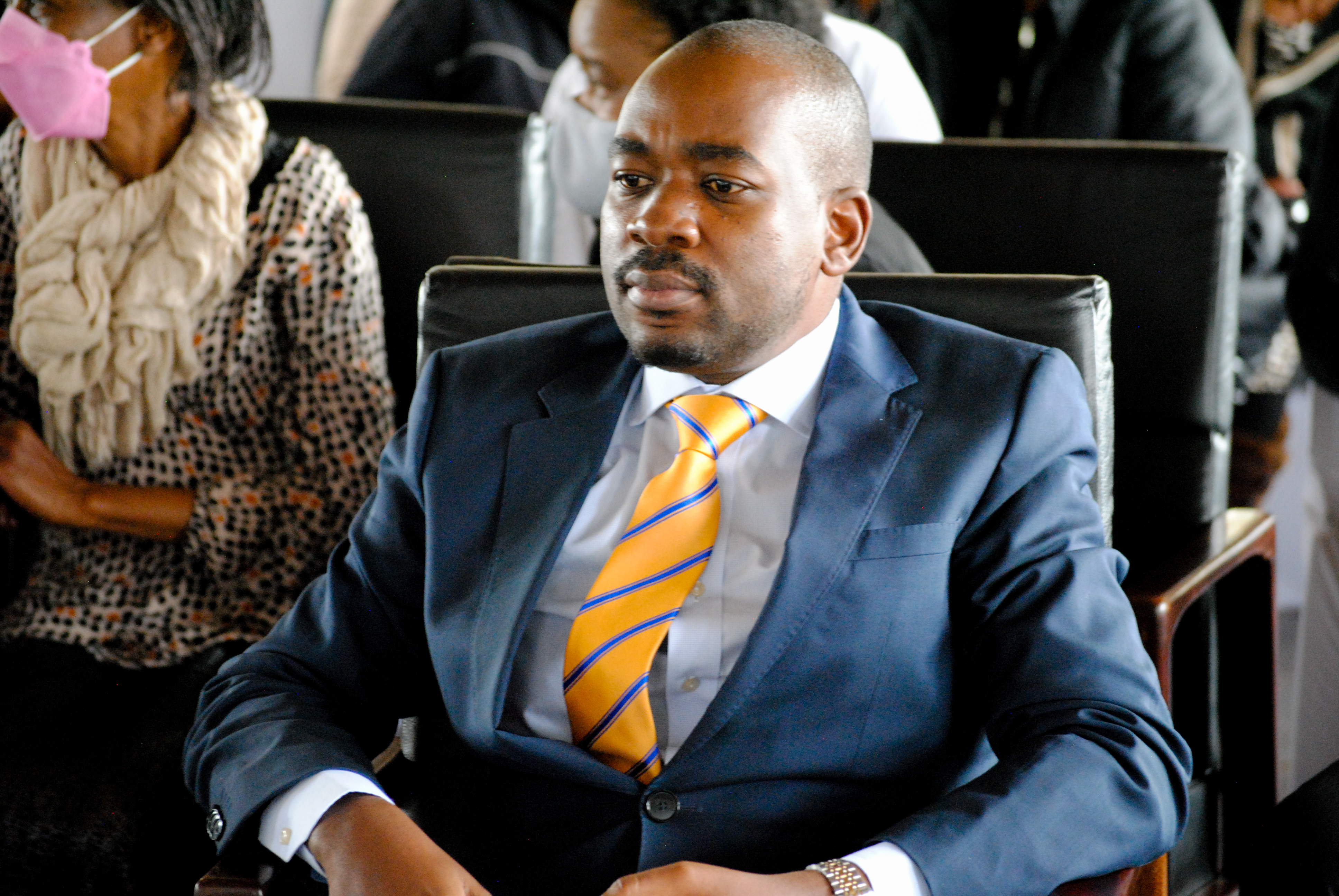
Nelson Chamisa nel 2022

In occasione delle elezioni generali del 2018 Chamisa si candidò alla Presidenza della Repubblica con l'MCD, ma perse l'elezione controversa in favore del presidente uscente Emmerson Mnangagwa; le elezioni vennero ampiamente criticate per la mancanza di trasparenza e per essere inique, Chamisa denunciò le irregolarità anche alla Corte Costituzionale dello Zimbabwe, senza successo.
Nel 2021 lascia la presidenza dell'MCD ed esce dal partito, per poi fondare il 22 gennaio 2022 la Coalizione dei Cittadini per il Cambiamento, di cui assume la guida come presidente.
Alle elezioni del 2023 si ripresenta la stessa situazione delle precedenti elezioni, Mnangagwa vince con il 52% dei voti e le opposizioni denunciano brogli elettorali e attacchi ai leader dell'opposizione.
Il 25 gennaio 2024, Chamisa si dimette da leader della CCC motivando la sua uscita dal partito con delle accuse di corruzione verso alcuni membri del partito, che secondo lui sarebbero stati corrotti da elementi dello ZANU-PF con lo scopo di indebolire l'opposizione.

## Posizioni e idee politiche
Chamisa viene generalmente considerato un conservatore sociale cristiano e un progressista economico.

### Democrazia
Chamisa sostiene l'introduzione della democrazia nel sistema politico del Paese, con elezioni libere e maggiore libertà di espressione.

### Omosessualità e diritti LGBT
Le opinioni di Chamisa sull'omosessualità rispecchiano in parte i pensieri della maggior parte della società zimbabwese, infatti nel paese le persone LGBT vengono discriminate e l'attività sessuale tra persone dello stesso sesso è illegale, si può essere puniti anche con la detenzione in carcere.
Parlando dell'eredità politica di Robert Mugabe in un'intervista con la Zimbabwe Broadcasting Corporation, Chamisa ha detto che le opinioni di Mugabe sull'omosessualità erano positive, dicendo: "Dobbiamo essere in grado di rispettare ciò che Dio ha ordinato e il modo in cui siamo creati come popolo, ci sono un maschio e una femmina, ci sono Adamo ed Eva, non Adamo e Steve".